# Carl Koppeschaar

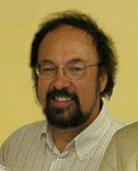
Carl Koppeschaar

Carl Egon Koppeschaar (Amsterdam, 1953) is een bekende Nederlandse wetenschapsjournalist en -publicist.

## Levensloop
Hij studeerde sterrenkunde en natuurkunde met wiskunde aan de Universiteit van Amsterdam, tussen 1972 en 1979. Hij publiceerde in maandblad MACRO van 1969-1973, in maandblad Aarde & Kosmos van 1974 tot 1976, in dagblad Het Parool van 1976 tot 1981, in populairwetenschappelijk maandblad Kijk van 1976 tot 2002, en in vele andere tijdschriften zoals Intermediair, Eos en Natuurwetenschap & Techniek. Sinds 1993 wordt hij ook geraadpleegd als deskundige door binnen- en buitenlandse radio en televisie. Hij was van 2001 tot en met 2011 de eerste hoofdredacteur van de populairwetenschappelijke website Kennislink, een door het Ministerie van Onderwijs, Cultuur en Wetenschappen gesubsidieerde activiteit van Stichting Nationaal Centrum voor Wetenschap en Technologie (NCWT) in het Amsterdamse science center NEMO. Sinds 2003 houdt hij zich als onderzoeker bezig met de epidemiologie van respiratoire infectieziekten. Sinds 2017 is hij algemeen directeur van stichting Vierkant voor Wiskunde bij het Centrum Wiskunde & Informatica. 

## Grote GriepMeting
In 2003 nam hij het initiatief tot live webcasts van hemelverschijnselen als de Mercuriusovergang, zons- en maansverduisteringen, en de Venusovergang van 2004. In 2003 startte hij De Grote Griepmeting, een participatief onderzoek via internet naar de verspreiding van griep en verkoudheid in Nederland en Vlaanderen. Dit initiatief breidde zich uit tot tien Europese landen onder de naam Influenzanet. Met Flu Near You in de Verenigde Staten, Flu Tracking in Australië, Reporta in Mexico, Dengue na Web in Brazilië, Salud Boricua in Puerto Rico en Doctor Me in Thailand en Cambodja werd een wereldwijd initiatief gestart voor een te ontwikkelen Ziekteradar. In april 2013 organiseerde hij in Amsterdam de tweede International Workshop on Participatory Surveillance, waaraan werd deelgenomen door tachtig artsen, virologen en epidemiologen uit de hele wereld. In 2020 kreeg de Grote Griepmeting een vervolg als de Grote Griep en Corona Meting, dat niet alleen griep en verkoudheidsverschijnselen, maar ook de verspreiding van COVID-19 in kaart brengt. 
Van 2007 tot 2015 organiseerde hij samen met Hendrik Lenstra en zijn medewerkers het wiskundeproject Reken mee met ABC. Reken mee met ABC trok 160.000 deelnemers die gezamenlijk 230.000 PCs inzetten. Ze controleerden 298.450.889.052.826.752 combinaties, waarvan 34.208.964 nieuwe ABC-drietallen bleken te zijn. 
Op verzoek van Platform Bètatechniek formeerde hij in 2007 het Bèta-Ambassadeursnetwerk van meer dan 150 universiteitshoogleraren, captains of industry en onderwijsspecialisten. Dit netwerk heeft zich in een tijd van terugloop in belangstelling voor wetenschap en techniek ingespannen om jongeren te stimuleren een bèta-technische opleiding te gaan volgen.

## Planetoïde
Op 24 januari 2000 werd door de Internationale Astronomische Unie de planetoïde (7973) Koppeschaar naar hem vernoemd. Deze heeft een diameter van circa 7 km en cirkelt tussen de banen van Mars en Jupiter om de zon in een periode van 4,86 jaar.

## Stripfiguren
Carl Koppeschaar kreeg ook een cameo in diverse Nederlandse stripverhalen. Op 1 augustus 2001 viel in de Nederlandse versie van de Donald Duck-stripverhalen een van de geldpakhuizen van Dagobert Duck onder de slopershamer voor de oprichting van een standbeeld ter ere van de 'uitvinder van de maanwijzer', Professor Karel Scharrekop. In 2005 publiceerde hij onder het pseudoniem professor Knipscheer het Duckstadse standaardwerk Meteorieten vind je waar ze liggen - een precieze en complete gids voor de serieuze meteorietenspeurder. Eerder figureerde hij in Duckstad ook als 'de beroemde natuurfotograaf Karl Kapperschaar'. Als zijn alter ego prof. Karel Scharrekop geniet Carl Koppeschaar ook bekendheid door zijn 1 aprilgrappen.
In de stripreeks Agent 327 wordt hij sinds het album De wet van alles (2002) als Carl Kopspijker ook door de 'Nederlandse Geheime Dienst' geraadpleegd als de astro-autoriteit .

## Publicaties
Van Carl Koppeschaars hand verschenen de volgende (studie)boeken:
- Planeten- & Sterrengids (jaarboeken 1975 en 1976, uitgeverij Fidessa, Bussum)
- Glasvezelkabels (STUD Communicatie, Amsterdam, 1983)
- Optische transmissie (PTT Telecommunicatie, 's-Gravenhage, 1988, en PTT Telecom, 's-Gravenhage, 1992)
- Satellietcommunicatie (PTT Telecom, 's-Gravenhage, 1990)
- Van oerknal tot ruimteschip (J.H. Gottmer, Haarlem, 1991)
- De wereld van telecommunicatie (PTT Telecom, 's-Gravenhage, 1993)
- De Maan (100e reisgids Dominicusreeks, uitgeverij J.H. Gottmer/H.J.W. Becht b.v., Bloemendaal, 1993, ISBN 90-257-2495-7; tweede druk 2001, ISBN 90-257-3292-5)
- Moon Handbook: a 21-st Century Travel Guide (Moon Publications, Inc., California, USA, 1996, ISBN 1-56691-066-8)

Overige publicaties:
- Evolutie in de sterrenkunde. Schepping of evolutie? Argumenten voor en tegen de evolutietheorie, onder redactie van J. A. van Delden. Telos. Oosterbaan & Le Cointre B.V. Goes, 1977, ISBN 9060477847, pp. 13–39
- Badwater. In: Barbarber Alfabet (J. Bernlef, Gerard Brands, K. Schippers). Em. Querido's Uitgeverij BV, Amsterdam, 1990, ISBN 9021451417, p. 21
- The Mars effect unriddled. Science or Pseudo? The Mars effect and other claims. Proceedings of the Third EuroSkeptics Congress, October 4-5, 1991, Amsterdam, pp 162–184
- Sports and Recreational Activities on the Moon. ICEUM-4. Proceedings of the Fourth International Conference on the Exploration and Utilisation of the Moon, 10-14 July 2000. ESA SP-462, September 2000, ISBN 9290926899 / ISBN 9789290926894, pp. 337–339
- R.L. Marquet, A.I.M. Bartelds, S.P. van Noort, C.E. Koppeschaar, J.Paget, F.G. Schellevis and J. van der Zee: An internet-based monitoring of influenza-like illness (ILI) in the general population of the Netherlands during influenza seasons 2003-2004[1], BMC Public Health, 2006, 6:242
- S.P. van Noort, M. Muehlen, H. Rebelo de Andrade, C. Koppeschaar, J.M. Lima Lourenço, M.G.M. Gomes: Gripenet: an internet-based system to monitor influenza-like illness uniformly across Europe[2], Eurosurveillance, Volume 12, Issue 7-8, July/August, 2007
- I.H.M. Friesema, C.E. Koppeschaar, G.A. Donker, F. Dijkstra, S.P. van Noort, R. Smallenburg, M.A.B. van der Sande, W. van der Hoek: Internet-based monitoring of influenza-like illness in the general population: experience of five influenza seasons in the Netherlands. Vaccine, Volume 27, Number 45, 23 October 2009, pp. 6353-6357. ISSN 0264-410X
- Marit M.A. de Lange, Adam Meijer, Ingrid H.M. Friesema, Gé A. Donker, Carl E. Koppeschaar, Wim van der Hoek: Comparison of five surveillance systems of influenza-like illness during the influenza A(H1N1)pdm09 virus pandemic and their link to media attention. BMC Public Health, 2013, 13:881 doi:10.1186/1471-2458-13-881.
- Paolo Bajardi, Daniela Paolotti, Lorenzo Richiardi, Alessandro Vespignani, Sebastian Funk, Ken Eames, John Edmunds, Clement Turbelin, Marion Debin, Vittoria Colizza, Ronald Smallenburg, Carl Koppeschaar, Ana Franco, Vitor Faustino, Annasara Carnahan: Determinants of participation in the internet-based European influenza surveillance platform Influenzanet. Journal of Medical Internet Research 2014;16(3):e78); doi: 10.2196/jmir.3010.
- L. van Asten, E.B. Fanoy, M.P.G. Koopmans, R. Enserink, M. Hooiveld, S. de Jong, C. Koppeschaar, C, Reusken, J.E. van Steenbergen, M-J. Veldman-Ariesen,.L.A. van Wuyckhuise, A. Ziemann, M.E.E. Kretzchmar: Mogelijkheden van syndroomsurveillance. Hoofdstuk 3 in: Staat van Infectieziekten in Nederland 2011. Rijksinstituut voor Volksgezondheid en Milieu, Ministerie van Volksgezondheid, Welzijn en Sport.
- Liselotte van Asten, Ewout B. Fanoy, Mariëtte Hooiveld, Marion P.G. Koopmans, Mirjam E. Kretzschmar en de Werkgroep inventarisatie syndroomsurveillance (Remko Enserink, Sandra de Jong, Carl Koppeschaar, Chantal Reusken, Jim. E. van Steenbergen, Marie-José Veldman Ariesen, Linda A. van Wuykhuise, Alexandra Ziemann, Kees van den Wijngaard, Paul Bijkerk): Syndromic surveillance: a finger on the pulse of public health. Ned Tijdschr Geneeskd. 2014;158:A7415.
- Paolotti, Daniela; Carnahan, Annasara; Colizza, Vittoria; Eames, Ken; Edmunds, John; Gomes, Gabriela; Koppeschaar, Carl; Rehn, Moa; Smallenburg, Ronald; Turbelin, Clément; Van Noort, Sander; Vespignani, Alessandro: Web-based participatory surveillance of infectious diseases: the Influenzanet participatory surveillance experience. Clinical Microbiology and Infection, Volume 20, Issue 1, pages 17–21, January 2014; doi: 10.1111/1469-0691.12477.
- Pietro Cantarelli, Marion Debin, Clément Turbelin, Chiara Poletto, Thierry Blanchon, Alessandra Falchi, Thomas Hanslik, Isabelle Bonmarin, Daniel Levy-Bruhl, Alessandra Micheletti, Daniela Paolotti, Alessandro Vespignani, John Edmunds, Ken Eames, Ronald Smallenburg, Carl Koppeschaar, Ana O Franco, Vitor Faustino, AnnaSara Carnahan, Moa Rehn and Vittoria Colizza: The representativeness of a European multi-center network for influenza-like-illness participatory surveillance. BMC Public Health 2014, 14:984; doi:10.1186/1471-2458-14-984.
- Paolo Bajardi, Daniela Paolotti, Alessandro Vespignani, Ken Eames, Sebastian Funk, John Edmunds, Clement Turbelin, Marion Debin, Vittoria Colizza, Ronald Smallenburg, Carl Koppeschaar, Ana O. Franco, Vitor Faustino, AnnaSara Carnahan, Moa Rehn, Franco Merletti, Jeroen Douwes, Ridvan Firestone, Lorenzo Richiardi: Association between recruitment methods and attrition in internet-based studies. PLOS ONE, December 09, 2014. doi: 10.1371/journal.pone.0114925.
- Sander P. van Noort, Cláudia T. Codeço, Carl E. Koppeschaar, Marc van Ranst, Daniela Paolotti, M. Gabriela M. Gomes: Ten-year performance of Influenzanet: ILI time series, risks, and vaccine effects in the Grote Griepmeting, Gripenet, and Influweb cohorts. Epidemics, 15 June 2015, doi:10.1016/j.epidem.2015.05.001.
- Mart L. Steijn, Jim E. van Steenbergen, Vincent Buskens, Peter. G.M. Van der Heijden, Carl E. Koppeschaar, Linus Bengtsson, Anna E. Thorson, Mirjam E.E. Kretschmar: Enhancing syndromic surveillance with an on-line respondent-driven method. American Journal of Public Health, Am J Public Health. Published online ahead of print June 11, 2015: e1–e8. doi:10.2105/AJPH.2015.302717.
- Mart L. Steijn, Peter. G.M. Van der Heijden, Vincent Buskens, Jim E. van Steenbergen, Linus Bengtson, Carl E. Koppeschaar, Anna Thorson, Mirjam E.E. Kretschmar: Studying social contact networks using on-line respondent-driven sampling: Who recruits whom? BMC Infectious Diseases 2015 15:522, doi: 10.1186/s12879-015-1250-z
- Kemmeren J, Honsbeek M, Dijkstra F, De Lange MMA, Van der Maas N., Smallenburg R, Van Noort S, Koppeschaar C, Van der Hoek W: Comparison of different approaches of the collection of reported adverse events following pandemic influenza vaccination in the Netherlands in 2009/2010. Vaccine 34 (2016) 3961–3966. doi: 10.1016/j.vaccine.2016.06.055
- Anne M. Land-Zandstra, Mara M. van Beusekom, Carl E. Koppeschaar, Jos M. van den Broek: Motivation and Learning Impact of Dutch Flu-Trackers. Journal of Science Communication, 15 (01) (2016) A04.  doi: 10.22323/2.15010204

- Caroline Guerrisi, Clément Turbelin, Thierry Blanchon, Thomas Hanslik, Isabelle Bonmarin, Daniel Levy-Bruhl, Daniela Perrotta, Daniela Paolotti, Ronald Smallenburg, Carl Koppeschaar, Ricardo Mexia, John Edmunds, Bersabeh Sile, Sandro Meloni, Yamir Moreno, Jim Duggan, Charlotte Kjelso, Vittoria Colizza: Participatory syndromic surveillance of influenza in Europe. J Infect Dis. (2016) 214 (suppl 4): S386-S392. doi: 10.1093/infdis/jiw280. doi: 10.1093/infdis/jiw280
- Carl E. Koppeschaar, Vittoria Colizza, Caroline Guerrisi, Clément Turbelin, Jim Duggan, W. John Edmunds, Charlotte Kjelsø, Ricardo Mexia, Yamir Moreno, Sandro Meloni, Daniela Paolotti, Daniela Perrotta, Edward van Straten, Ana O. Franco: INFLUENZANET: Citizens Among Ten Countries Collaborating to Monitor Influenza in Europe. Journal of Medical Internet Research. JMIR Public Health and Surveillance, Vol. 3 No. 3 (2017): Jul-Sept. doi: 10.2196/publichealth.7429.
- A. C. Teirlinck, B. de Gier, A. Meijer, G. Donker, M. de Lange, C. Koppeschaar, W. van der Hoek, M. E. Kretzschmar, S. A. McDonald: The incidence of symptomatic infection with influenza virus in the Netherlands 2011/2012 through 2016/2017, estimated using Bayesian evidence synthesis. Epidemiol Infect. 2018 Oct 23;147:e30. doi: 10.1017/S095026881800273X.
- Lester Darryl Geneviève, Andrea Martani, Tenzin Wangmo. Daniela Paolotti, Carl Koppeschaar; Charlotte Kjelso, Caroline Guerrisi, Ricardo Mexia, Olivia Woolley-Meza, Antoine Flahault, Bernice Simone Elger: Participatory Disease Surveillance Systems: Ethical Framework  J Med Internet Res. 2019 May 23;21(5):e12273..doi: 10.2196/12273.